# Ель-Пальмар (національний парк)
Ель-Пальмар (ісп. Parque Nacional El Palmar) — один з аргентинських національних парків, розташований у центрально-західній частині провінції Ентре-Ріос, між містами Колон (54 км) і Конкордія (60 км). Парк має площу 85 км². Його було засновано 1966 року.
Парк має характерний помірно-вологий клімат савани. Тут проживають дятли, нанду, лиси, капібари.